# Mike Wallace (Footballspieler)
Burnell Michael „Mike“ Wallace III  (* 1. August 1986 in New Orleans, Louisiana) ist ein US-amerikanischer American-Football-Spieler. Er spielt auf der Position des Wide Receivers und wurde 2009 von den Pittsburgh Steelers gedraftet, zuletzt spielte er 2018 für die Philadelphia Eagles in der National Football League (NFL).

## College (2006–08)
Wallace spielte drei Jahre lang, von 2006 bis 2008, für die University of Mississippi als Wide Receiver. In den drei Jahren für die Ole Miss Rebels steigerte Wallace sich jedes Jahr. In seinem ersten Jahr am College fing er 24 Pässe für 410 Yards und 2 Touchdowns. 2007 fing er 38 Pässe für 716 Yards und 6 Touchdowns. Außerdem wurde er ab dieser Saison auch als Kick Returner eingesetzt, in 21 Returns erlief er 483 Yards und einen Touchdown. In seinem letzten Jahr am College, 2008, lieferte Wallace seine beste Leistung ab. Er fing 39 Pässe für 784 Yards und 7 Touchdowns und erzielte zusätzlich 861 Yards und einen Touchdown als Returner.

## NFL

### Pittsburgh Steelers

#### 2009
Mike Wallace wurde beim NFL Draft 2009 in der dritten Runde als 84. Spieler von den Pittsburgh Steelers ausgewählt. Er unterschrieb bei den Steelers einen Dreijahresvertrag über 1.745.500 US-Dollar. Wallace spielte in seiner Rookiesaison in allen 16 Spielen, davon vier als Starter. Sein Debüt feierte er in der ersten Woche der Saison 2009 beim Spiel gegen die Tennessee Titans. Seinen ersten Touchdown fing Wallace in der fünften Woche beim Sieg über die Detroit Lions. Er spielte eine gute erste Saison und fing 39 Pässe für 756 Yards und 6 Touchdowns. Während die Steelers in der Saison zuvor noch den Super Bowl XLIII gewannen, verpasste Wallace in seinem ersten Jahr mit den Steelers die Play-offs.

#### 2010
In der Saison 2010 spielte Wallace alle 16 Spiele in der Startformation, auch weil Santonio Holmes in der Off-Season zu den New York Jets getauscht wurde. Wallace spielte in seiner zweiten Saison in der NFL sein statistisch bestes Jahr und fing 60 Pässe für 1.257 Yards und 10 Touchdowns, damit fing er für die Steelers in dieser Saison die meisten Yards und Touchdowns. Auch aus Teamsicht lief die Saison 2010 deutlich erfolgreicher, denn die Steelers erreichten mit Wallace den Super Bowl XLV. Wallace konnte mit 9 Passfängen für 89 Yards und einem Touchdown die Niederlage gegen die Green Bay Packers nicht verhindern.

#### 2011
In seinem dritten Jahr in der NFL (2011) konnte Wallace seine Leistungen aus dem Vorjahr bestätigen. Er fing 72 Pässe für 1.193 Yards und 8 Touchdowns und war damit auch wieder der erfolgreichste Receiver der Steelers. Besonders für Aufsehen sorgte Wallace in der siebten Woche der Saison 2011 mit einem Touchdown über 95 Yards beim Sieg über die Arizona Cardinals. Dies war auch der längste Touchdown in der Geschichte der Steelers bis dato. Dieser Rekord wurde 2017 von JuJu Smith-Schuster mit einem 97-Yards-Touchdown für die Steelers eingestellt. Für seine starke Leistung während der Saison wurde Wallace erstmals in den Pro Bowl (2011) gewählt. Er erreichte mit den Steelers erneut die Play-offs, hier unterlagen sie jedoch bereits in der Wildcard-Runde den Denver Broncos in Overtime.

#### 2012
Nach der Saison 2011 wurde Wallace Restricted Free Agent und die Steelers boten ihm einen Vertrag über 2,7 Millionen US-Dollar an. Wallace hingegen wollte einen längeren und höher dotierten Vertrag unterschreiben und streikte. Erst knapp zwei Wochen vor Saisonbeginn stieß er wieder zum Team und akzeptierte die 2,7 Millionen US-Dollar über ein Jahr. In der Saison 2012 erzielte Wallace erneut 8 Touchdowns, konnte aber nur noch Pässe für 836 Yards fangen. Trotzdem war er statistisch gesehen weiterhin der beste Receiver der Steelers. Wallace wurde 2012 nicht erneut in den Pro Bowl gewählt und verpasste mit den Steelers außerdem die Play-offs.

### Miami Dolphins

#### 2013
Nach der vierten Saison bei den Steelers lief sein Vertrag bei diesen aus. In der Off-Season unterschrieb Wallace einen Fünfjahresvertrag über 60 Millionen US-Dollar bei den Miami Dolphins. In der Saison 2013 fing er mit 73 Pässen die meisten innerhalb einer Saison in seiner Karriere. Er kam auf 930 Yards und 5 Touchdowns und war damit nach Brian Hartline der zweiterfolgreichste Receiver für die Dolphins. Die Dolphins beendeten die Saison mit 8 Siegen und 8 Niederlagen und verpassten zum fünften Mal in Folge die Play-offs.

#### 2014
Auch in seinem zweiten Jahr in Miami, in der Saison 2014, konnte Wallace nicht an seine Leistungen in Pittsburgh anknüpfen. Er kam in allen 16 Spielen zum Einsatz, konnte aber nur 862 Yards für sich verbuchen. Positiv in der Saison waren für Wallace die 10 gefangenen Touchdowns, dies reichte aber nicht aus, um die Dolphins in die Play-offs zu führen. Miami beendete die Saison erneut mit 8:8 und verpasste die Play-offs.

### Minnesota Vikings (2015)
Nach der Saison 2014 tauschten die Dolphins Wallace und einen Siebtrundenpick zu den Minnesota Vikings. Im Gegenzug schickten die Vikings einen Fünftrundenpick zu den Dolphins. Skurril hierbei ist, dass Wallace zwei Jahre zuvor ein Angebot der Vikings über sechs Jahre und 76 Millionen US-Dollar ablehnte und sich lieber den Dolphins anschloss. Bei den Vikings enttäuschte Wallace in der Saison 2015. Er kam in den 16 Spielen auf lediglich 473 Yards und 2 Touchdowns. Die Vikings erreichten mit ihm die Play-offs, unterlagen allerdings schon in der Wildcard-Runde mit 9:10 den Seattle Seahawks. Nach nur einem Jahr bei den Vikings wurde Wallace von diesen in der Off-Season entlassen und wurde somit Free Agent.

### Baltimore Ravens

#### 2016
Die Baltimore Ravens verpflichteten Wallace als Free Agent und gaben ihm einen Vertrag mit einer Laufzeit von zwei Jahren und einem Gehalt von 11,5 Millionen US-Dollar. Der Vertrag ging eigentlich über ein Jahr und 5,75 Millionen US-Dollar, für das zweite Jahr hatten die Ravens eine Option mit einem Gehalt von 5,75 Millionen US-Dollar. Bei den Ravens durchbrach Wallace in der Saison 2016 zum dritten Mal in seiner Karriere die 1.000-Yards-Marke. Er kam in der Saison auf 72 Passfänge für 1.017 Yards und 4 Touchdowns. Highlight der Saison war ein erneuter Touchdown über 95 Yards für Wallace. Diesen erzielte er gegen sein Ex-Team aus Pittsburgh, bei denen er auch einen 95-Yards-Touchdown erzielte. Wallace verpasste mit den Baltimore Ravens die Play-offs.

#### 2017
Nach der Saison 2016 zogen die Ravens die Option für Wallace, sodass dieser auch 2017 für Baltimore spielte. Er erzielte erneut 4 Touchdowns für die Ravens, verpasste mit 748 Yards jedoch deutlich die 1.000-Yards-Marke. Auch 2017 verpasste Wallace mit den Ravens die Play-offs und konnte somit persönlich gesehen zum fünften Mal in Folge keine Play-offs spielen. Nach der Saison 2017 lief sein Vertrag mit dem Franchise aus Baltimore aus und er wurde zum zweiten Mal in seiner Karriere Free Agent.

### Philadelphia Eagles
In der Off-Season unterzeichnete Wallace einen Einjahresvertrag über 4 Millionen US-Dollar bei dem amtierenden Super-Bowl-Champion den Philadelphia Eagles. Die Saison 2018 war die zehnte Spielzeit in der NFL für Wallace.